# Fuentes de Valdepero
Fuentes de Valdepero es un municipio y localidad española de la comarca Tierra de Campos, en la provincia de Palencia, comunidad autónoma de Castilla y León.

## Historia
En el año 1095, fue dominio del conde Pedro Ansúrez, fundador de Valladolid, para pasar a los Castro posteriormente. 
Según el Becerro de las Behetrías (mediados del XIV), la villa pertenecía a Juan Rodríguez Sandoval, y a finales del mismo siglo a la familia Sarmiento. A mediados del XV Diego Pérez de Sarmiento edificó la nueva fortaleza. A finales del siglo XV, su nieta Constanza Sarmiento, contrajo nupcias con Andrés de Ribera, alcalde y corregidor de Burgos. 
Según un documento de 1475, Isabel la Católica impuso a los pueblos de la merindad de Cerrato la contribución de 335.223 maravedís, determinando lo que se correspondía a cada uno de ellos: "A vos el conçejo de Ruyuela, catorze mill e syeteçientos." (Segovia, 24 de enero de 1475).

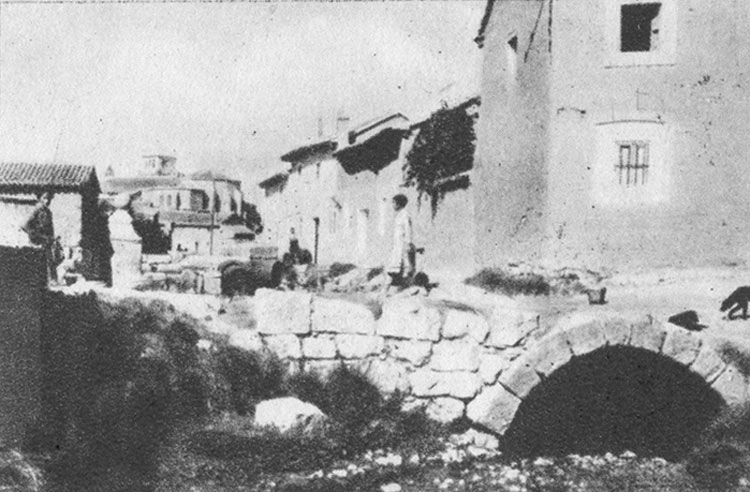
Vista parcial de una calle

En 1521, su hijo, Andrés de Ribera, fue propietario del castillo cuando, tras varios intentos, fue tomado por los comuneros al mando del obispo Acuña, quienes lo arrasaron y apresaron a los Ribera que fueron llevados a Valladolid donde permanecieron hasta su liberación tras la batalla de Villalar de los Comuneros (véase: Hostigamiento a Tierra de Campos).
Acabada la guerra vuelve a tomar posesión del castillo Andrés de Ribera, tasando los daños en 20.000 ducados y solicitando a la corona la reparación económica de las pérdidas. Se reconstruyó el castillo regruesando la torre, se ataludaron sus muros y los grandes ventanales fueron sustituidos por oscuros tragaluces a la vez que se achicaron las puertas.
En 1538, la localidad fue vendida a Diego de Acebedo, sin que, posiblemente, se hubieran terminado las reformas. Posteriormente el rey Felipe II de España otorgó a Pedro Enríquez de Acevedo, gobernador del Milanesado, el condado de Fuentes de Valdepero. A partir del siglo XVIII fue señorío de la casa de Alba.
El 12 de julio de 1935, una impresionante tromba o tornado se desató sobre el pueblo, causando grandes daños en las edificaciones y destruyendo muchas de ellas. Como resultado de este fenómeno, hubo que deplorar una víctima mortal y numerosos heridos.

## Demografía
Cuenta con una población de 484 habitantes (INE 2024).
| Gráfica de evolución demográfica de Fuentes de Valdepero entre 1842 y 2021                                            |
| |
| Población de derecho según los censos de población del INE. Población de hecho según los censos de población del INE. |

## Economía
Agricultura, ganadería, hostelería, industria alimentaria.

## Cultura

### Patrimonio
Castillo de los Sarmiento
Construido entre los siglos XIV y XVI, actualmente es la sede del Archivo de la Diputación Provincial de Palencia. La historia del Castillo de Fuentes de Valdepero esta íntimamente ligada al linaje de los Sarmiento. Ya en el siglo XIII aparecía la familia Sarmiento como rica hacendada vinculada a Villarramiel, Lomas y el Valle de la Cueza. Esta familia tuvo dos grandes áreas de actuación: la zona del Cerrato castellano y el sur del reino de Galicia, del que eran adelantados mayores.
En 1428 era el señor de la villa de Fuentes de Valdepero Don Diego Pérez Sarmiento, tercero de la estirpe en llevar este nombre, Adelantado Mayor de Galicia. El 15 de noviembre de 1442 fue nombrado conde de Santa Marta por el rey Juan II y en 1465 renunció al Adelantamiento de Galicia, en favor de su hijo Don Bernardino. 
Precisamente es entre estos años, 1442-1465, cuando hay que situar las obras de edificación del castillo en su construcción inicial, cronología corroborada en las prospecciones arqueológicas realizadas a raíz de las obras de rehabilitación del castillo que sitúan en el siglo XV los primeros indicios de ocupación del solar.
Estas fechas concuerdan con las dos inscripciones que portan sendos escudos con las armas de la familia Sarmiento en el cubo sudeste: "Don Diego Pérez Sarmiento conde de Santa Marta, Adelantado Mayor de Galicia".
El reparto de los bienes dejados por Don Diego Pérez Sarmiento tras su muerte, fue la razón por la cual la Villa de Fuentes de Valdepero dejó de formar parte de las posesiones del Adelantado Mayor de Galicia y Conde de Santa Marta y pasó a una de las ramas colaterales de los Sarmiento, concretamente a Andrés de Ribera, casado con una nieta del Conde, Doña Constanza. Con este motivo se realizó una estimación del coste que supuso la construcción de la fortaleza de Fuentes de Valdepero. El desembolso fue valorado en 2.326.875 maravedíes. Fue su descendiente, Andrés de Ribera II, señor de Fuentes, trágico protagonista de uno de los hechos más relevantes de la historia del Castillo; en enero de 1521 sufrió en el castillo el asedio de los comuneros a las órdenes del Obispo Acuña a quien permitió la entrada en la fortaleza tras negociar una capitulación honrosa que el obispo traicionó, apresando a toda su familia y saqueando todo lo de valor que había. El castillo permaneció en poder de los Comuneros hasta finales de abril de 1521, después de que fueran derrotados en la Batalla de Villalar. Parece que los vecinos de Fuentes de Valdepero se mantuvieron al margen del conflicto; solo a título particular consta la participación de algunos vecinos tanto entre los defensores, como entre los atacantes.

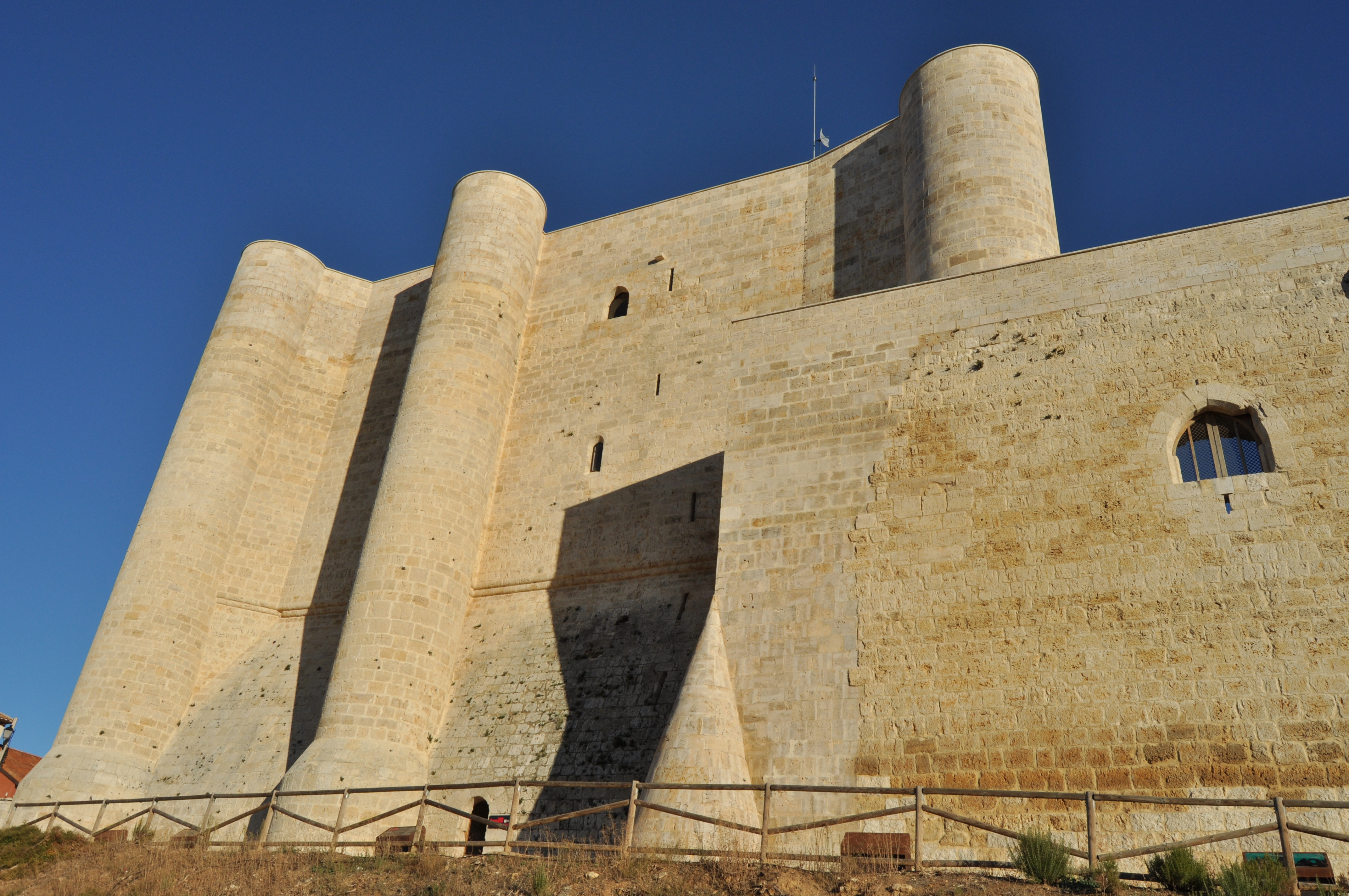
Vista del castillo de los Sarmiento

El ataque comunero y los sucesos posteriores debieron de provocar tal impresión en Andrés de Rivera que cuando acometió las obras de reparación de los desperfectos causados por los comuneros en la fortaleza, la remodeló, probablemente, con el objeto de hacerla inexpugnable, hasta el punto de que se engrosaron sus muros de forma excesiva, se achicaron puertas y ventanas, quizás de manera desproporcionada y anacrónica. Es por tanto en estas fechas, después de 1521, cuando se realizó la siguiente fase constructiva del castillo. En 1531, tal vez sin concluir la remodelación y después de pleitear mucho con los vecinos por el monte, vendió el castillo y el Señorío de Fuentes a Don Diego de Acebedo; la siguiente transmisión de la propiedad es a su hija, Juana de Acebedo y Fonseca. Siendo esta señora de Fuentes, en el año 1572, el rey Felipe II instituyó el título condal en ella, así pues fue la primera Condesa de Fuentes de Valdepero. Tras sucesivas transmisiones en 1739, el castillo y el título condal pertenecían a María Teresa Álvarez de Toledo con quien entroncó con la casa de Alba, que en la actualidad sigue detentando el título de Condesa de Fuentes de Valdepero en Cayetana Fitz-James Stuart, duquesa de Alba. La propiedad del castillo sin embargo se desvinculó de la casa de Alba en 1874 por venta de Jacobo Fitz-James Stuart. Tras diversas transmisiones, la Diputación de Palencia lo adquirió en 1995, gracias al impulso y las gestiones de la asociación de amigos del castillo y monumentos de Fuentes de Valdepero. Desde entonces se están realizando importantes obras de rehabilitación del castillo y acondicionamiento del entorno.
Escudos: en el cubo sudeste, el único de la construcción original que se mantuvo en pie, hay dos escudos circulares iguales, ambos sostenidos por una figura de hombre de rasgos arcaicos, que muestran las armas del adelantado Mayor de Galicia Don Diego Pérez Sarmiento: en campo de gules con trece bezantes de oro dispuestos en tres palos (armas de linaje), orlado con la inscripción que dice:
"Don Diego Pérez Sarmiento Conde de Santa Marta, Adelantado mayor de Galisia".
Hay dos escudos más completamente borrados en el lado sur, otros dos en el lado Oeste y otro suelto entre los garitones de la entrada principal en el lado Este.
Museo Teófilo Calzada
Denominamos Museo Teófilo Calzada a un edificio donado al pueblo por Dª Rosario Calzada, en memoria de su ilustre padre D. Teófilo Calzada. Doña Rosario pagó en el año 2000, el coste del edificio y puso como condición la creación del Museo Teófilo Calzada, en el que se muestran objetos personales suyos y objetos de su padre y que se dedicara a la cultura, a la que su padre se dedicó toda su vida.
El edificio consta de tres salas. La primera sala en planta baja, está dotada de ordenadores e internet. La segunda sala en la planta baja está preparada para charlas, coloquios y conferencias y la tercera sala en la segunda planta está preparada para exposiciones.
Muralla
Han existido dos puertas en esta población amurallada. La puerta Sur que conducía a Palencia, conserva algunos restos y se ha realizado su reconstrucción teórica.
La puerta Norte que conducía a Monzón de Campos, de la cual se conserva el arco que ha sido restaurado con la intervención de la Asociación Este arco, situado en la parte norte de la población. Fue construido en el último tercio del siglo IX, cuando las tropas de La Reconquista alcanzaron este lugar. Lo cierto es que la villa tuvo que sufrir las consecuencias de las terribles campañas emprendidas por Almanzor contra el reino de León.
Iglesia parroquial
Ntra. Sra. de la Antigua de Fuentes de Valdepero, de grandes dimensiones, está dedicada a Nuestra Señora, bajo la advocación de "La Antigua". 

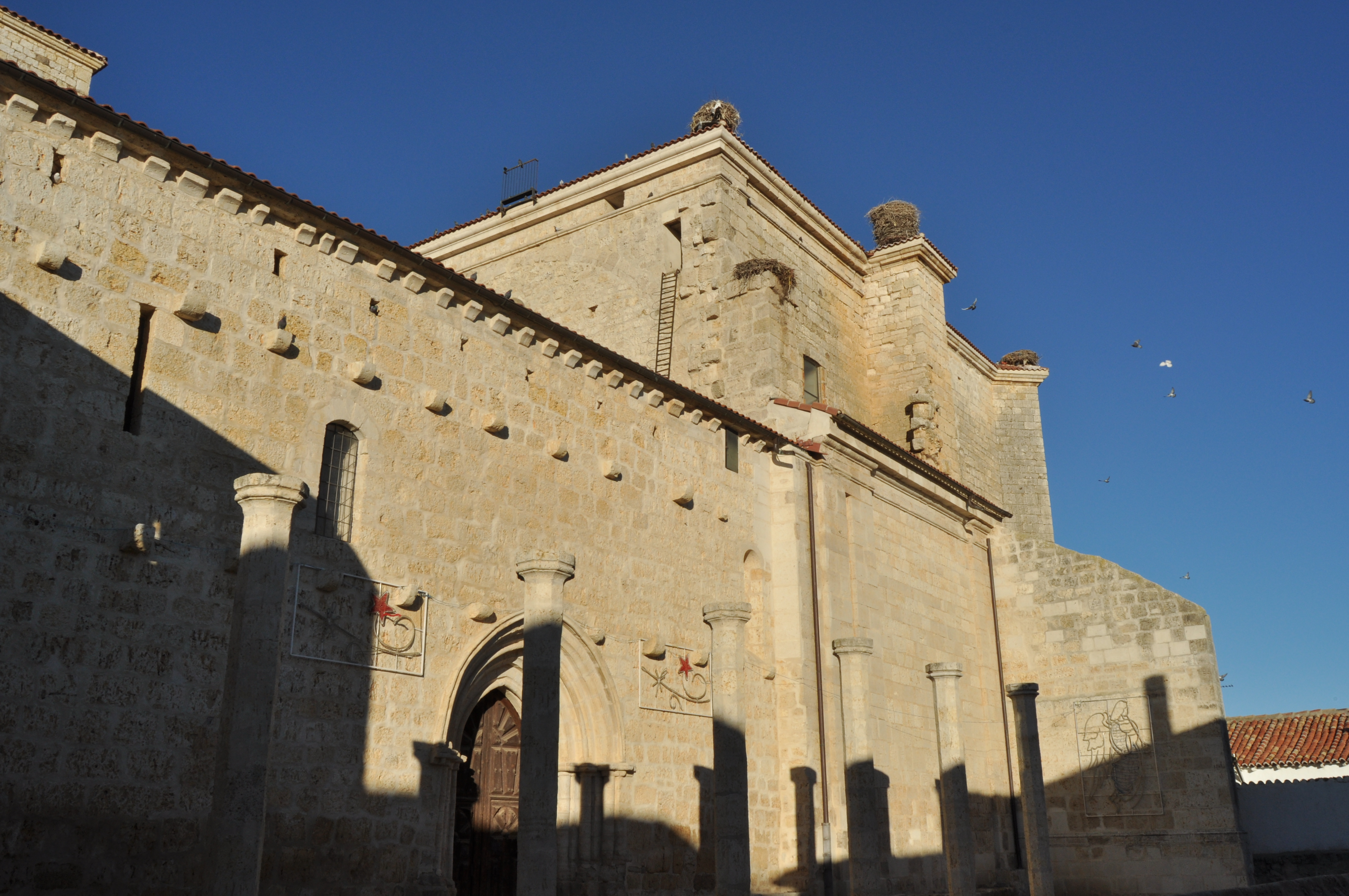
Iglesia

Este bello y grandioso templo comenzó a construirse en el siglo XIII, siendo reformado y ampliado en los siguientes siglos, especialmente en el XVI y XVII. Consta de una sola nave, amplia y elevada, dividida en cuatro tramos, con muros de buena piedra de sillería. Lleva arcos de medio punto, cubriéndose con bóvedas de cañón con lunetos en la nave y con bóveda de crucería en la capilla mayor o presbiterio. Tiene dos portadas de acceso. Una se sitúa a los pies del templo, con arco apuntado. Otra se abre en el lado de la epístola. También apuntada, protegida con un grandioso pórtico, enmarcado todo por el atrio, siendo ésta por su orientación, la utilizada de modo ordinario. La torre, también de piedra, con dos cuerpos, se levanta a los pies del templo. Esta breve descripción de la fábrica del templo pone ya de manifiesto, que nos encontramos ante un bien o monumento de verdadero interés cultural. 
Lado del Evangelio, sepulcro con figura yaciente, con inscripción perteneciente a Lázaro García, fallecido en 1761. En una capilla, retablo neoclásico del siglo XVIII, con esculturas de la misma época: San Miguel, San Roque, San Antonio de Padua, San José y San Francisco Javier. Pintura exvoto de Doña Ana García, ofreciendo a la virgen a sus tres hijos, siglo XVII. Pintura de San Bruno, siglo XIX. Pintura de Santa Teresa, siglo XVII.
Retablo Rococó, de mediados del XVIII, con esculturas de Santo Domingo, San Vicente Ferrer, San Antonio y Virgen sin vestir. Pintura de San José con el Niño, siglo XIX. Retablo del siglo XVII, con pinturas de los cuatro Evangelistas, San Joaquín, Santa Ana, San José y la Virgen del Carmen, siglo XVIII.
Presbiterio: Retablo mayor, trazado por Lucas Ortiz de Boar y ejecutado por Alonso de Manzano en 1711. Relieves y esculturas atribuidas a Pedro de Ávila. Consta de banco, un solo cuerpo y atrio en forma de cascarón. En el banco, relieves de la Anunciación y la Visitación.
Esculturas: en el camarín transparente, Virgen con el Niño; San Pedro, San Pablo, San Isidro Labrador y el Salvador. En el atrio, los cuatro Evangelistas y relieve de la Coronación de la Virgen.
Lado de la Epístola: Pintura de la Virgen con el Niño, del siglo XVII. Retablo barroco, del primer cuarto del siglo XVII,  con esculturas de santa Bárbara, atribuible a Pedro de Ávila, primer cuarto del siglo XVIII. Pinturas de la Verónica, siglo XVII y pinturas de finales del siglo XVI de estilo de Gregorio Martínez, que representan a Santo Domingo, San Francisco, San Juan Bautista, San Juan Evangelista, Santa Catalina, Santa Cristina, San Esteban y San Lorenzo. Pintura de Nuestra Señora de Popolo, siglo XVIII. Retablo Rococó, último tercio del siglo XVIII, con esculturas de San Miguel, San Pablo Ermitaño, San Bernardo y la Inmaculada. Pintura de un exvoto fechado en 1685. Retablo Barroco del tercer cuarto del siglo XVII, con escultura de crucifijo, mediados del siglo XVI, del círculo de Juan de Balmaseda; Virgen de un calvario tercer cuarto siglo del XVI, Cristo Resucitado, finales del siglo XVI, y Ecce Homo de vestir, del siglo XVIII. Lucillo sepulcral de Don Andrés Calvo, primer cuarto del siglo XVI. Pila bautismal de gallones, siglo XVI.
Coro: Ofrece antepecho plateresco, primer cuarto de siglo XVI, caja de órgano barroca de mediados del siglo XVIII.
Sacristía: Dos espejos del siglo XVIII, con cornucopias de estilo rococó. Cajonería del siglo XVII, con escultura de Crucifijo de la misma época. Pintura de la Dolorosa del siglo XVIII. Pintura de Cristo a la columna, fechado en 1797. Pintura de la Piedad, del siglo XVII y otra de Cristo con la cruz a cuestas, del siglo XVII. Lavabo del siglo XVII.
Situación: La iglesia está enclavada en el centro del pueblo, en su zona más alta.
Ermita de San Pedro
Se encuentra situada a unos quinientos metros al este del pueblo en el lugar donde en otro tiempo existió el núcleo habitado. El titular es San Pedro, aunque la devoción popular le haya dedicado a la Virgen del Consuelo. Construida en un alto desde el que se divisa el castillo y el pueblo. Se trata de la típica ermita solitaria y llena de encanto, es una construcción de finales del románico levantada en piedra de sillería durante los primeros años del siglo XIII. Consta de capilla mayor cuadrada cubierta con bóveda de crucería y un cuerpo de iglesia formado por tres naves separadas por columnas y cubiertas con techumbre de madera. En el exterior se encuentra una espadaña de un solo cuerpo; anexo a esto, se encuentra el cementerio con sepulturas modernas y algunas antiguas importantes.
En el muro de la epístola se abrió un arcosolio apuntado destinado a enterramiento que fue cegado en torno a los siglos XVII y XVIII, utilizándose como parte de relleno dos tallas de madera que representan a la Virgen y a San Juan, que formaban parte de un Calvario. Estas tallas fueron descubiertas hace unos años y restauradas. Actualmente se puede admirar este conjunto de Calvario gótico en la iglesia parroquial de Ntra. Sra. de la Antigua.
En su interior tiene el altar mayor dedicado a San Pedro, con su escultura sedente, de traza muy característica y un retablo gótico con numerosas tablas de la escuela castellana (con influencia flamenca). Estas tablas se vendieron en el año 1959 para realizar obras de importancia en la iglesia parroquial y en la recontracción de su torre. También en la ermita se han realizado obras de reparación y arreglo mediante aportaciones de los hijos del pueblo, que conservan el cariño a las tradiciones de su tierra.

### Fiestas
- Nuestra Señora la Antigua: 15 de agosto.
- La Virgen del Consuelo: 8 de septiembre.
- Cristo de Varlozado: 14 de septiembre.
- San Isidro Labrador: 15 de mayo.

### Festival Castillo Mágico
En verano de 2012 se inauguró un festival de magia con el nombre Castillo Mágico con el marco del Castillo de Los Sarmiento de Fuentes de Valdepero. Este festival está organizado por la Diputación de Palencia y bajo la dirección artística del mago palentino Ángel Simal. 
En sus dos primeras ediciones las actuaciones tuvieron lugar en el patio de armas de la Fortaleza de Fuentes de Valdepero, sin embargo fue tanta la afluencia de público que en su tercera edición, se trasladaron las actuaciones a la parte exterior del Castillo. Actualmente las actuaciones tienen lugar en la plaza mayor de Fuentes de Valdepero, a apenas unos metros de la muralla del Castillo.
Algunos de los mejores ilusionistas de España han pasado por el escenario de este festival:
Ediciones del festival:
| Año  | Actuaciones  |
| 2012 | 17 de julio - Ángel Simal 20 de julio - Freddy Varó 28 de julio - Amélie 1 de agosto - Héctor Mancha 7 de agosto - Eric Malesys 10 de agosto - Ángel Simal             |
| 2013 | 16 de julio - Alberto de Figueiredo 21 de julio - Brando y Silvana 23 de julio - Jaime Figueroa 30 de julio - Mago Tuco 4 de agosto - Jesús Duque 6 de agosto - Edama             |
| 2014 | 8 de julio - Murphy 15 de julio - Christian Miró 22 de julio - Fernando Arribas 29 de julio - Ángel Simal 3 de agosto - tresmagos@.son 12 de agosto - Amélie             |
| 2015 | 7 de julio - Nuel Galán 14 de julio - El Mago Toño 21 de julio - Pepín Banzo 28 de julio - Mag Marín 4 de agosto - Nano Arranz y David Ruiz 11 de agosto - Daniel Ka             |
| 2016 | 5 de julio - Héctor Sansegundo 12 de julio - Iván Ojeda 19 de julio - Pablo Cánovas 26 de julio - Jaime Figueroa 2 de agosto - G.Alexander 9 de agosto - Edama 16 de agosto - Lautaro 23 de agosto - Samuel Arribas             |
| 2017 | 4 de julio - |